# Viola eximia
Viola eximia Formánek – gatunek rośliny z rodziny fiołkowatych (Violaceae Batsch.). Występuje naturalnie w Macedonii Północnej i Grecji (w regionach Macedonia Zachodnia, Macedonia Środkowa oraz Tesalia). Niektóre źródła podają także występowanie w Parku Narodowym Prespy w Albanii. Epitet gatunkowy pochodzi z języka łacińskiego – słowo „eximia” oznacza „doskonały”. 

## Taksonomia
Gatunek został opisany w 1899 roku. Holotyp pochodził z góry Kajmakczałan, który obecnie znajduje się na granicy grecko-macedońskiej. 

## Morfologia
PokrójBylina dorastająca do 30 cm wysokości, tworzy kłącza.
LiścieSą małe. Blaszka liściowa ma kształt od owalnego do okrągławego. Mierzy 12,5–12,5 cm długości oraz 1,5–1,5 cm szerokości, jest karbowana na brzegu, ma sercowatą nasadę i ostry wierzchołek. Ogonek liściowy jest nagi. Przylistki są strzępiaste.
KwiatyPojedyncze, wyrastające z kątów pędów. Mają działki kielicha o owalnym kształcie. Korona kwiatu dorasta do 2–2,5 cm średnicy. Płatki są odwrotnie jajowate i mają niebieskopurpurową lub żółtą barwę, dolny płatek z żółtymi żyłkami, posiada obłą ostrogę o długości 2-6 mm.

## Biologia i ekologia
Rośnie na skalistych zboczach i subalpejskich łąkach. Występuje na wysokości od 1500 do 2400 m n.p.m. Kwitnie od połowy maja do początku czerwca, natomiast owoce pojawiają się w lipcu. Dzieli środowisko z takimi gatunkami jak: Achillea abrotanoides, Aethionema saxatile, Arabis bryoides, Asphodeline taurica, Barbarea bracteosa, Centaurea cana, Crocus cvijicii, szafran złocisty (Crocus chrysanthus), Cytisus tommasinii, Fritillaria montana, Morina persica, śniedek baldaszkowaty (Ornithogalum umbellatum), zaraza krwistoczerwona (Orobanche gracilis), Oxytropis purpurea, Saxifraga scardica, czyściec kosmaty (Stachys germanica), Thymus boissieri, Thymus longicaulis oraz Vicia onobrychioides. 

## Zmienność
W obrębie tego gatunku oprócz podgatunku nominatywnego wyróżniono jeden podgatunek:
- V. eximia subsp. tringiana Erben – występuje w Grecji[11]